# Вулканско вулканично изригване
Терминът „Вулкански“ е използван за първи път от Джузепе Меркали, който бил свидетел на изригванията на остров Вулкано от 1888 до 1890 г. Неговото описание на стила на изригванията сега се използва по целия свят. Изригванията се характеризират с гъст облак от вулканична пепел и тефра и интензивните експлозии на лава и вулканични бомби. Меркали описва началото на изригванията като: „Експлозиите звучат като гръм от оръдие на различни интервали“. Техният експлозивен характер се дължи на високото съдържание на силициев диоксид в магмата. Почти всички видове магма съдържат такъв диоксид, но магмата с 55% или повече силициев диоксид са най-често срещани. Повишените нива на силициев диоксид увеличават вискозитета на магмата, което води до експлозивен характер на изригването. Експлозиите обикновено започват с водно-магмени изригвания, които могат да бъдат изключително шумни и силни поради водата, която влиза в контакт с магмата. Те обикновено са последвани от избълване на пепелен облак, който може да достигне над 10 км. височина. От кратера на вулкана излитат нажежени скали и вулканични бомби, които могат да паднат на километри от отдушника. Ерупционните колони отчасти наподобяват плинийските изригвания.

## Характеристики
Вулканските изригвания имат няколко открояващи се от другите изригвания характеристики. По време на активните периоди на вулканична дейност експлозиите се случват само през няколко минути (например изригванията на Анак Кракатау) Може да има повече от 5 експлозии за час. Пирокластичните потоци също са чести при този тип изригване. Най-характерни за този тях са вулканичните бомби. Те могат да са с размерите на автобуси, но може и да са по-малки от 50 см. Ако изригването е силно експлозивно могат да паднат на километри от отдушника.
Изригванията започват като гръм от оръдеен изстрел. В зависимост от магмата експлозиите могат да са няколко и да се случват през определен период от време или да има само едно изригване на пепел и разтопена магма. Ерупционната колона може да се извиси на 15 км или повече над кратера и да покрие площ от над 20 километра. В края на изригването има много силни и шумни експлозии. Експлулсирането на газа при тях може да достигне свръхзвукова скорост от над 1200 км/ч в резултат на шоковите вълни.
Тефрата и скалните частици се разпръскват на по-голяма площ в сравнение с изригванията от тип Стромболи. Изригванията обикновено завършват с поток от гъста лепкава лава или езеро от лава, което изстива в кратера. Изригванията от тип вулканско са опасни за хората намиращи се на няколкостотин метра от отдушника. Вулканичните бомби обаче могат да паднат на няколко километра и това увеличава риска. Това са първоначално парчета от лава, които се охлаждат бързо още във въздуха и могат да са по-широки от 3 метра. През 1992 г. при изригването на вулкана Галерас няколко вулканолози са убити от падащите бомби, а оцелелите са с изгаряния.